# Episodi de Le ragazze del centralino (quinta stagione)
La quinta ed ultima stagione della serie televisiva Le ragazze del centralino, composta da 10 episodi, è stata distribuita a livello internazionale sul servizio on demand Netflix in due parti: la prima metà è stata pubblicata il 14 febbraio 2020, mentre la seconda metà è stata pubblicata, sempre su Netflix, il 3 luglio 2020.
| nº            | Titolo originale | Titolo italiano           | Pubblicazione Spagna | Pubblicazione Italia |
| Prima parte   | Prima parte      | Prima parte               | Prima parte          | Prima parte          |
| ------------- | ---------------- | ------------------------- | -------------------- | -------------------- |
| 1             | La guerra        | Capitolo 33: La guerra    | 14 febbraio 2020     | 14 febbraio 2020     |
| 2             | El odio          | Capitolo 34: L'odio       | 14 febbraio 2020     | 14 febbraio 2020     |
| 3             | El coraje        | Capitolo 35: Il coraggio  | 14 febbraio 2020     | 14 febbraio 2020     |
| 4             | El control       | Capitolo 36: Il controllo | 14 febbraio 2020     | 14 febbraio 2020     |
| 5             | La locura        | Capitolo 37: La follia    | 14 febbraio 2020     | 14 febbraio 2020     |
| Seconda parte |                  |                           |                      |                      |
| 6             | El poder         | Capitolo 38: Il potere    | 3 luglio 2020        | 3 luglio 2020        |
| 7             | La paciencia     | Capitolo 39: La pazienza  | 3 luglio 2020        | 3 luglio 2020        |
| 8             | El dolor         | Capitolo 40: Il dolore    | 3 luglio 2020        | 3 luglio 2020        |
| 9             | La derrota       | Capitolo 41: La sconfitta | 3 luglio 2020        | 3 luglio 2020        |
| 10            | El Final         | Capitolo 42: La fine      | 3 luglio 2020        | 3 luglio 2020        |